# Antoni Taix Planas
Antoni Taix Planas (Palma, 4 de desembre de 1911 – 22 de febrer de 2003) fou un militar mallorquí, capità general de la III Regió Militar durant la transició espanyola.
El 1928 va ingressar a l'Acadèmia General Militar, on va sortir com a tinent d'infanteria en 1932 destinat a Àfrica. Durant la guerra civil espanyola es va unir al bàndol nacional i fou destinat al Grup de Forces Regulars de Melilla, amb el que va lluitar a Astúries, València i Catalunya. El 1937 fou ascendit a capità. En 1944 fou ascendit a comandant i destinat a la Subinspecció de Serveis i Mobilització de Balears. En 1957 va ascendir a tinent coronel i destinat al Regiment d'Infanteria de Palma n. 37. En 1964 fou ascendit a coronel i de 1965 a 1969 fou nomenat coronel del Centre d'Instrucció de Reclutes (CIR) número 14 de Palma. En 1969 va ascendir a general de brigada i nomenat governador militar de Girona i després d'Alacant. En 1972 va ascendir a general de divisió i nomenat governador militar de La Corunya, així com subinspector de serveis de la VIII Regió Militar. També fou professor de l'Acadèmia General Militar de Saragossa.
En 1975 fou ascendit a tinent general i nomenat capità general de la VIII Regió Militar, que deixà en 1976 quan fou nomenat capità general de la III Regió Militar. El desembre de 1966 va passar a la reserva.